# Championnat d'Europe féminin de basket-ball 2025
Navigation
Slovénie/Israël (2023) Belgique/Finlande/Lituanie/Suède (2027)
Le Championnat d'Europe féminin de basket-ball 2025, communément appelé EuroBasket Women 2025, est la 40e édition du tournoi continental de basket-ball féminin, sanctionné par la FIBA Europe. Il s'est tenu en Italie, en Grèce, en Tchéquie et en Allemagne.
La Belgique, championne en titre, remporte la finale contre l'Espagne le 29 juin 2025, sur un score de 67-65.

## Processus d’appel d’offres
- Roumanie[2],[3],[4]

En mars 2023, la présidente de la Fédération roumaine de basket-ball, Carmen Tocală, a annoncé son intention de postuler pour accueillir les matchs de groupe dans une nouvelle arène multicomplexe d'une capacité de 5 000 places à Constanța. Ce sera la troisième fois qu'ils accueilleront l'Euro 1966 et l'Euro 2015.
- Italie[5],[6]

Le 14 juillet, la Fédération italienne de basket-ball a annoncé qu'elle soumissionnerait pour les droits d'hébergement. Ce sera la huitième fois qu'ils accueilleront l'Euro 1938, Euro 1968, Euro 1974, Euro 1981, Euro 1985, Euro 1993 et Euro 2007.
Le 7 septembre 2023, la FIBA a annoncé que l'Italie, la Grèce, la Tchéquie et l'Allemagne seront les pays organisateurs avec les villes suivantes:
- Bologne
- Le Pirée
- Brno[8]
- Hambourg[9]

## Qualifications

Carte des qualifications au championnat d'Europe féminin de basket-ball 2025 :
Nation qualifiée pour l’EuroBasket dames 2025
Nation ayant échoué à se qualifier
Nation bannie de la compétition
Nation non présente aux qualifications

32 nations ont pris part aux qualifications, tandis que les quatre co-hôtes ont concouru dans un groupe séparé, sans d’autre enjeu que de se préparer. Les 32 nations ont été réparties en huit groupes de quatre ; les huit vainqueurs de groupe ainsi que les quatre meilleurs deuxièmes se qualifient pour le championnat. Le tirage au sort a eu lieu le 19 septembre 2023 à Munich en Allemagne. Les qualifications, organisées en trois fenêtres de deux matches, débutent le 9 novembre 2023 et se terminent le 9 novembre 2025.
Parmi les seize nations qualifiées, douze étaient présentes lors de l’édition précédente. Le Portugal vivra son premier championnat d’Europe, ce qui en fait le premier nouveau venu depuis 2007. Parmi les retours, la Suisse s’est qualifiée pour la première fois et fera son retour après une absence de 69 ans, ce qui constitue désormais un record entre deux apparitions. La Lituanie fait également son retour après avoir échoué à se qualifier depuis l’Euro 2015, tandis que la Suède revient après avoir manqué l’édition précédente. La Lituanie, la Suède, la Belgique championne en titre accueilleront l’EuroBasket 2027 avec la Finlande, la seule des futures hôtesses à ne pas s’être qualifiée.
L’absence la plus notable est la Hongrie, qui s’était classée quatrième en 2023 et avait manqué de peu les Jeux olympiques 2024. L’échec de la Hongrie constitue le quatrième échec de suite pour une équipe classée quatrième lors de l’édition précédente à se qualifier. La Slovaquie, présente lors des deux précédentes éditions, a aussi échoué à se qualifier, tout comme la Lettonie, et Israël, qui était co-hôte en 2023.
Le Monténégro, la Slovénie et la Turquie parviennent, avec cette nouvelle qualification, à toujours s’être qualifiées depuis leur première apparition.
Les premières équipes à se qualifier ont été la Suède et la Turquie, toutes les deux qualifiées dès novembre 2024.

### Nations qualifiées
| Nation          | Qualification                        | Qualification    | Apparitions | Apparitions         | Apparitions         | Apparitions         | Meilleure performance               | Classement FIBA |
| Nation          | En tant que                          | Date             | Nombre      | 1re                 | Dern.               | Conséc.             | Meilleure performance               | Classement FIBA |
| --------------- | ------------------------------------ | ---------------- | ----------- | ------------------- | ------------------- | ------------------- | ----------------------------------- | --------------- |
| Tchéquie        | Pays organisateur                    | 7 septembre 2023 | 16e         | 1995                | 2023                | 16                  | Championne (2005)                   | 18e             |
| Allemagne       | Pays organisateur                    | 7 septembre 2023 | 17e         | 1954                | 2023                | 2                   | 3e place (1997)                     | 13e             |
| Grèce           | Pays organisateur                    | 7 septembre 2023 | 11e         | 2001                | 2023                | 2                   | 4e place (2017)                     | 21e             |
| Italie          | Pays organisateur                    | 7 septembre 2023 | 35e         | 1938                | 2023                | 7                   | Championne (1938)                   | 16e             |
| Suède           | Premier du Groupe D                  | 10 novembre 2024 | 9e          | 1978                | 2021                | 1                   | 6e place (2019)                     | 25e             |
| Turquie         | Premier du Groupe F                  | 10 novembre 2024 | 11e         | 2005                | 2023                | 11                  | Finaliste (2011)                    | 17e             |
| Serbie          | Premier du Groupe G                  | 6 février 2025   | 11e         | 2003                | 2023                | 7                   | Championne (2015, 2021)             | 8e              |
| Espagne         | Premier du Groupe A                  | 6 février 2025   | 23e         | 1974                | 2023                | 13                  | Championne (1993, 2013, 2017, 2019) | 5e              |
| France          | Premier du Groupe E                  | 6 février 2025   | 35e         | 1938                | 2023                | 14                  | Championne (2001, 2009)             | 3e              |
| Belgique        | Premier du Groupe C                  | 9 février 2025   | 15e         | 1950                | 2023                | 5                   | Championne (2023)                   | 6e              |
| Monténégro      | Premier du Groupe H                  | 9 février 2025   | 8e          | 2011                | 2023                | 8                   | 6e place (2011)                     | 19e             |
| Slovénie        | Premier du Groupe B                  | 9 février 2025   | 5e          | 2017                | 2023                | 5                   | 10e place (2019, 2021)              | 22e             |
| Portugal        | Quatre meilleurs deuxièmes de groupe | 9 février 2025   | 1re         | Première apparition | Première apparition | Première apparition | Première apparition                 | 40e             |
| Grande-Bretagne | Quatre meilleurs deuxièmes de groupe | 9 février 2025   | 6e          | 2011                | 2023                | 2                   | 4e place (2019)                     | 20e             |
| Lituanie        | Quatre meilleurs deuxièmes de groupe | 9 février 2025   | 12e         | 1938                | 2015                | 1                   | Championne (1997)                   | 45e             |
| Suisse          | Quatre meilleurs deuxièmes de groupe | 9 février 2025   | 5e          | 1938                | 1956                | 1                   | 5e place (1938)                     | 49e             |

## Lieux
Les quatre villes accueillant le tournoi sont Bologne, Brno,, Hambourg et Le Pirée. Chaque ville accueillera les rencontres d’un groupe du premier tour, tandis que la phase finale et la phase de classement se dérouleront au Pirée.
| Le Pirée                                          | [[Fichier:Europe laea location map with borders.svg\|500px\|{{#if:\|{{{alt}}}\|Championnat d'Europe féminin de basket-ball 2025 est dans la page Europe.]]Le Pirée Bologne Hambourg Brno | Bologne                                       |
| ------------------------------------------------- | --- | --------------------------------------------- |
| Stade de la Paix et de l'Amitié Capacité : 11 640 | [[Fichier:Europe laea location map with borders.svg\|500px\|{{#if:\|{{{alt}}}\|Championnat d'Europe féminin de basket-ball 2025 est dans la page Europe.]]Le Pirée Bologne Hambourg Brno | PalaDozza (en) Capacité : 5 570               |
|                                                   | [[Fichier:Europe laea location map with borders.svg\|500px\|{{#if:\|{{{alt}}}\|Championnat d'Europe féminin de basket-ball 2025 est dans la page Europe.]]Le Pirée Bologne Hambourg Brno |                                               |
| Hambourg                                          | [[Fichier:Europe laea location map with borders.svg\|500px\|{{#if:\|{{{alt}}}\|Championnat d'Europe féminin de basket-ball 2025 est dans la page Europe.]]Le Pirée Bologne Hambourg Brno | Brno                                          |
| Aréna Inselpark (de) Capacité : 3 400             | [[Fichier:Europe laea location map with borders.svg\|500px\|{{#if:\|{{{alt}}}\|Championnat d'Europe féminin de basket-ball 2025 est dans la page Europe.]]Le Pirée Bologne Hambourg Brno | Salle des sports Vodova (en) Capacité : 3 000 |
|                                                   | [[Fichier:Europe laea location map with borders.svg\|500px\|{{#if:\|{{{alt}}}\|Championnat d'Europe féminin de basket-ball 2025 est dans la page Europe.]]Le Pirée Bologne Hambourg Brno |                                               |

### Affectation des groupes
Le 27 mai 2024 à Munich, à la demande des quatre nations hôtes, la FIBA a organisé un tirage au sort afin d’affecter un groupe à chaque hôte. Les résultats du tirage au sort sont les suivants :
- Le groupe A joue au Pirée, en Grèce ;
- Le groupe B joue à Bologne, en Italie ;
- Le groupe C joue à Brno, en Tchéquie ;
- Le groupe D joue à Hambourg, en Allemagne.

## Tirage au sort

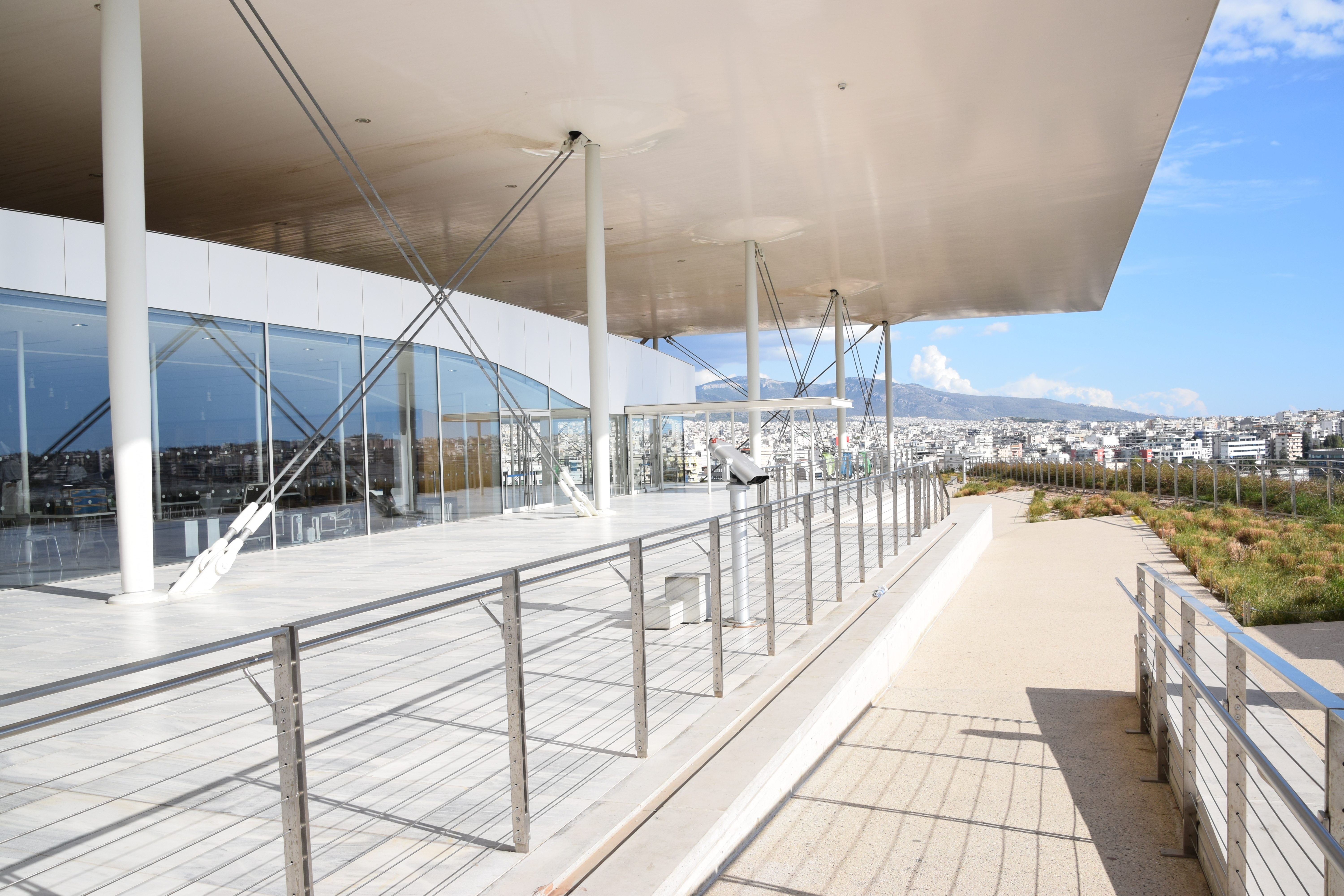
Le Centre culturel de la fondation Stávros-Niárchos accueillera le tirage au sort.

Le tirage au sort aura lieu le 8 mars 2025 à 19 h HNEC au Centre culturel de la fondation Stávros-Niárchos de Kallithéa, en Grèce, où les équipes seront réparties en quatre groupes de quatre équipes.

### Têtes de série
Le 19 février 2025, les têtes de série sont révélées, classées selon le classement mondial féminin de la FIBA du 14 février 2025.
| Équipe     | Rang |
| ---------- | ---- |
| France     | 3    |
| Espagne    | 5    |
| Belgique T | 6    |
| Serbie     | 8    |

| Équipe      | Rang |
| ----------- | ---- |
| Allemagne H | 13   |
| Italie H    | 15   |
| Turquie     | 17   |
| Tchéquie H  | 18   |

| Équipe          | Rang |
| --------------- | ---- |
| Monténégro      | 19   |
| Grande-Bretagne | 20   |
| Grèce H         | 21   |
| Slovénie        | 22   |

| Équipe   | Rang |
| -------- | ---- |
| Suède    | 25   |
| Portugal | 40   |
| Lituanie | 45   |
| Suisse   | 49   |

## Premier tour
Légende :
- Qualifié pour les quarts de finale

### Groupe A
Les matchs du groupe A ont lieu au Stade de la Paix et de l'Amitié au Pirée.
| Rang | Équipe  | Pts | J | G | P | Pp  | Pc  | Diff |
| ---- | ------- | --- | - | - | - | --- | --- | ---- |
| 1    | France  | 6   | 3 | 3 | 0 | 274 | 162 | 112  |
| 2    | Turquie | 5   | 3 | 2 | 1 | 243 | 210 | 33   |
| 3    | Grèce H | 4   | 3 | 1 | 2 | 215 | 240 | -25  |
| 4    | Suisse  | 3   | 3 | 0 | 3 | 169 | 289 | -120 |

| 18 juin 2025 17 h 30 | Rapport | Turquie                                            | 69–71                               | France                                            |  | Stade de la Paix et de l'Amitié Le Pirée Affluence : 389 Arbitres : Ariadna Chueca Geert Jacobs Nataša Dragojević |
| 18 juin 2025 17 h 30 | Rapport | Score par quart-temps : 23-22, 21-14, 10-12, 15-23 |                                     |                                                   |  | Stade de la Paix et de l'Amitié Le Pirée Affluence : 389 Arbitres : Ariadna Chueca Geert Jacobs Nataša Dragojević |
| 18 juin 2025 17 h 30 | Rapport | Score par mi-temps : 44-36, 25-35                  |                                     |                                                   |  | Stade de la Paix et de l'Amitié Le Pirée Affluence : 389 Arbitres : Ariadna Chueca Geert Jacobs Nataša Dragojević |
| 18 juin 2025 17 h 30 | Rapport | McCowan, 20 McCowan, 15 Çakır, 5 McCowan, 20       | Points Rebonds Passes d. Évaluation | Salaün, 22 Rupert, 9 Trois joueuses, 4 Salaün, 22 |  | Stade de la Paix et de l'Amitié Le Pirée Affluence : 389 Arbitres : Ariadna Chueca Geert Jacobs Nataša Dragojević |

| 18 juin 2025 20 h 30 | Rapport | Grèce                                                        | 87–65                               | Suisse                                                  |  | Stade de la Paix et de l'Amitié Le Pirée Affluence : 6 895 Arbitres : Julio Anaya Paulina Gajdosz Péter Praksch |
| 18 juin 2025 20 h 30 | Rapport | Score par quart-temps : 19-19, 27-13, 18-12, 23-21           |                                     |                                                         |  | Stade de la Paix et de l'Amitié Le Pirée Affluence : 6 895 Arbitres : Julio Anaya Paulina Gajdosz Péter Praksch |
| 18 juin 2025 20 h 30 | Rapport | Score par mi-temps : 46-32, 41-33                            |                                     |                                                         |  | Stade de la Paix et de l'Amitié Le Pirée Affluence : 6 895 Arbitres : Julio Anaya Paulina Gajdosz Péter Praksch |
| 18 juin 2025 20 h 30 | Rapport | Fasoúla, 21 Fasoúla, Parks, 6 Krimíli, Spanoú, 6 Fasoúla, 21 | Points Rebonds Passes d. Évaluation | Herminjard, 18 Schwarz, 8 Herminjard, 11 Herminjard, 22 |  | Stade de la Paix et de l'Amitié Le Pirée Affluence : 6 895 Arbitres : Julio Anaya Paulina Gajdosz Péter Praksch |

| 19 juin 2025 17 h 30 | Rapport | Suisse                                             | 67–91                               | Turquie                                     |  | Stade de la Paix et de l'Amitié Le Pirée Affluence : 550 Arbitres : Julio Anaya Paulina Gajdosz Veronika Obertová |
| 19 juin 2025 17 h 30 | Rapport | Score par quart-temps : 13-27, 21-24, 19-17, 14-23 |                                     |                                             |  | Stade de la Paix et de l'Amitié Le Pirée Affluence : 550 Arbitres : Julio Anaya Paulina Gajdosz Veronika Obertová |
| 19 juin 2025 17 h 30 | Rapport | Score par mi-temps : 34-51, 33-40                  |                                     |                                             |  | Stade de la Paix et de l'Amitié Le Pirée Affluence : 550 Arbitres : Julio Anaya Paulina Gajdosz Veronika Obertová |
| 19 juin 2025 17 h 30 | Rapport | Ranisavljevic, 14 Schwarz, 6 Fora, 6 Fora, 14      | Points Rebonds Passes d. Évaluation | McCowan, 19 McCowan, 12 Onar, 8 McCowan, 30 |  | Stade de la Paix et de l'Amitié Le Pirée Affluence : 550 Arbitres : Julio Anaya Paulina Gajdosz Veronika Obertová |

| 19 juin 2025 20 h 30 | Rapport | France                                                   | 92–56                               | Grèce                                         |  | Stade de la Paix et de l'Amitié Le Pirée Affluence : 8 860 Arbitres : Ariadna Chueca Péter Praksch Zdenko Tomašovič |
| 19 juin 2025 20 h 30 | Rapport | Score par quart-temps : 21-17, 23-20, 20-10, 28-9        |                                     |                                               |  | Stade de la Paix et de l'Amitié Le Pirée Affluence : 8 860 Arbitres : Ariadna Chueca Péter Praksch Zdenko Tomašovič |
| 19 juin 2025 20 h 30 | Rapport | Score par mi-temps : 44-37, 48-19                        |                                     |                                               |  | Stade de la Paix et de l'Amitié Le Pirée Affluence : 8 860 Arbitres : Ariadna Chueca Péter Praksch Zdenko Tomašovič |
| 19 juin 2025 20 h 30 | Rapport | Salaün, 17 Salaün, Djaldi-Tabdi, 5 Bernies, 8 Salaün, 21 | Points Rebonds Passes d. Évaluation | Spanoú, 14 Parks, 7 Pavlopoúlou, 4 Bosganá, 9 |  | Stade de la Paix et de l'Amitié Le Pirée Affluence : 8 860 Arbitres : Ariadna Chueca Péter Praksch Zdenko Tomašovič |

| 21 juin 2025 17 h 30 | Rapport | France                                            | 111–37                              | Suisse                                          |  | Stade de la Paix et de l'Amitié Le Pirée Affluence : 410 Arbitres : Geert Jacobs Zdenko Tomašovič Veronika Obertová |
| 21 juin 2025 17 h 30 | Rapport | Score par quart-temps : 25-9, 35-5, 22-15, 29-8   |                                     |                                                 |  | Stade de la Paix et de l'Amitié Le Pirée Affluence : 410 Arbitres : Geert Jacobs Zdenko Tomašovič Veronika Obertová |
| 21 juin 2025 17 h 30 | Rapport | Score par mi-temps : 60-14, 51-23                 |                                     |                                                 |  | Stade de la Paix et de l'Amitié Le Pirée Affluence : 410 Arbitres : Geert Jacobs Zdenko Tomašovič Veronika Obertová |
| 21 juin 2025 17 h 30 | Rapport | Salaün, 23 Ayayi, Rupert, 6 Bernies, 6 Salaün, 26 | Points Rebonds Passes d. Évaluation | Herminjard, 10 Schwarz, 9 Schwarz, 3 Schwarz, 9 |  | Stade de la Paix et de l'Amitié Le Pirée Affluence : 410 Arbitres : Geert Jacobs Zdenko Tomašovič Veronika Obertová |

| 21 juin 2025 20 h 30 | Rapport | Grèce                                               | 72–83                               | Turquie                                      |  | Stade de la Paix et de l'Amitié Le Pirée Affluence : 10 503 Arbitres : Ariadna Chueca Julio Anaya Péter Praksch |
| 21 juin 2025 20 h 30 | Rapport | Score par quart-temps : 21-17, 14-26, 24-19, 13-21  |                                     |                                              |  | Stade de la Paix et de l'Amitié Le Pirée Affluence : 10 503 Arbitres : Ariadna Chueca Julio Anaya Péter Praksch |
| 21 juin 2025 20 h 30 | Rapport | Score par mi-temps : 35-43, 37-40                   |                                     |                                              |  | Stade de la Paix et de l'Amitié Le Pirée Affluence : 10 503 Arbitres : Ariadna Chueca Julio Anaya Péter Praksch |
| 21 juin 2025 20 h 30 | Rapport | Spanoú, 20 Spanoú, 5 Pavlopoúlou, 8 Pavlopoúlou, 24 | Points Rebonds Passes d. Évaluation | Şenyürek, 19 McCowan, 14 Onar, 8 McCowan, 18 |  | Stade de la Paix et de l'Amitié Le Pirée Affluence : 10 503 Arbitres : Ariadna Chueca Julio Anaya Péter Praksch |

### Groupe B
Les matchs du groupe B ont lieu au PalaDozza (en) à Bologne.
| Rang | Équipe   | Pts | J | G | P | Pp  | Pc  | Diff |
| ---- | -------- | --- | - | - | - | --- | --- | ---- |
| 1    | Italie H | 6   | 3 | 3 | 0 | 212 | 178 | 34   |
| 2    | Lituanie | 5   | 3 | 2 | 1 | 202 | 199 | 3    |
| 3    | Slovénie | 4   | 3 | 1 | 2 | 221 | 223 | -2   |
| 4    | Serbie   | 3   | 3 | 0 | 3 | 193 | 228 | -35  |

| 18 juin 2025 17 h 30 | Rapport | Slovénie                                           | 71–77                               | Lituanie                                    |  | PalaDozza (en) Bologne Affluence : 636 Arbitres : Martin Horozov Viola Györgyi Ivor Matějek |
| 18 juin 2025 17 h 30 | Rapport | Score par quart-temps : 19-27, 15-15, 21-16, 16-19 |                                     |                                             |  | PalaDozza (en) Bologne Affluence : 636 Arbitres : Martin Horozov Viola Györgyi Ivor Matějek |
| 18 juin 2025 17 h 30 | Rapport | Score par mi-temps : 34-42, 37-35                  |                                     |                                             |  | PalaDozza (en) Bologne Affluence : 636 Arbitres : Martin Horozov Viola Györgyi Ivor Matějek |
| 18 juin 2025 17 h 30 | Rapport | Shepard, 25 Shepard, 18 Oblak, 5 Shepard, 36       | Points Rebonds Passes d. Évaluation | Jocytė, 17 Juškaitė, 9 Jocytė, 6 Jocytė, 19 |  | PalaDozza (en) Bologne Affluence : 636 Arbitres : Martin Horozov Viola Györgyi Ivor Matějek |

| 18 juin 2025 21 h | Rapport | Serbie                                             | 61–70                               | Italie                                                                   |  | PalaDozza (en) Bologne Affluence : 2 601 Arbitres : Paulo Marques Yasmina Alcaraz Michał Proc |
| 18 juin 2025 21 h | Rapport | Score par quart-temps : 18-19, 12-20, 13-17, 18-14 |                                     |                                                                          |  | PalaDozza (en) Bologne Affluence : 2 601 Arbitres : Paulo Marques Yasmina Alcaraz Michał Proc |
| 18 juin 2025 21 h | Rapport | Score par mi-temps : 30-39, 31-31                  |                                     |                                                                          |  | PalaDozza (en) Bologne Affluence : 2 601 Arbitres : Paulo Marques Yasmina Alcaraz Michał Proc |
| 18 juin 2025 21 h | Rapport | Nogić, 19 Dugalić, 7 Anderson, 5 Nogić, 22         | Points Rebonds Passes d. Évaluation | Zandalasini, 20 Zandalasini, 11 Zandalasini, Santucci, 4 Zandalasini, 28 |  | PalaDozza (en) Bologne Affluence : 2 601 Arbitres : Paulo Marques Yasmina Alcaraz Michał Proc |

| 19 juin 2025 17 h 30 | Rapport | Lituanie                                           | 74–63                               | Serbie                                                          |  | PalaDozza (en) Bologne Affluence : 922 Arbitres : Martin Horozov Carsten Straube Yasmina Alcaraz |
| 19 juin 2025 17 h 30 | Rapport | Score par quart-temps : 16-14, 14-16, 24-19, 20-14 |                                     |                                                                 |  | PalaDozza (en) Bologne Affluence : 922 Arbitres : Martin Horozov Carsten Straube Yasmina Alcaraz |
| 19 juin 2025 17 h 30 | Rapport | Score par mi-temps : 30-30, 44-33                  |                                     |                                                                 |  | PalaDozza (en) Bologne Affluence : 922 Arbitres : Martin Horozov Carsten Straube Yasmina Alcaraz |
| 19 juin 2025 17 h 30 | Rapport | Juškaitė, 24 Juškaitė, 9 Jocytė, 8 Juškaitė, 22    | Points Rebonds Passes d. Évaluation | Anderson, Nogić, 13 Dugalić, 8 Popović, 5 Janković, Popović, 13 |  | PalaDozza (en) Bologne Affluence : 922 Arbitres : Martin Horozov Carsten Straube Yasmina Alcaraz |

| 19 juin 2025 21 h | Rapport | Italie                                            | 77–66                               | Slovénie                                           |  | PalaDozza (en) Bologne Affluence : 2 389 Arbitres : Michał Proc Paulo Marques Ivor Matějek |
| 19 juin 2025 21 h | Rapport | Score par quart-temps : 22-17, 23-5, 16-26, 16-18 |                                     |                                                    |  | PalaDozza (en) Bologne Affluence : 2 389 Arbitres : Michał Proc Paulo Marques Ivor Matějek |
| 19 juin 2025 21 h | Rapport | Score par mi-temps : 45-22, 32-44                 |                                     |                                                    |  | PalaDozza (en) Bologne Affluence : 2 389 Arbitres : Michał Proc Paulo Marques Ivor Matějek |
| 19 juin 2025 21 h | Rapport | Keys, Pasa, 15 Cubaj, 8 Verona, 6 Zandalasini, 17 | Points Rebonds Passes d. Évaluation | Shepard, 20 Lisec, Shepard, 6 Oblak, 9 Shepard, 19 |  | PalaDozza (en) Bologne Affluence : 2 389 Arbitres : Michał Proc Paulo Marques Ivor Matějek |

| 21 juin 2025 17 h 30 | Rapport | Slovénie                                           | 84–69                               | Serbie                                               |  | PalaDozza (en) Bologne Affluence : 1 543 Arbitres : Paulo Marques Carsten Straube Sandra Sánchez González |
| 21 juin 2025 17 h 30 | Rapport | Score par quart-temps : 30-23, 19-10, 20-18, 15-18 |                                     |                                                      |  | PalaDozza (en) Bologne Affluence : 1 543 Arbitres : Paulo Marques Carsten Straube Sandra Sánchez González |
| 21 juin 2025 17 h 30 | Rapport | Score par mi-temps : 49-33, 35-36                  |                                     |                                                      |  | PalaDozza (en) Bologne Affluence : 1 543 Arbitres : Paulo Marques Carsten Straube Sandra Sánchez González |
| 21 juin 2025 17 h 30 | Rapport | Shepard, 23 Lisec, 12 Lisec, 10 Shepard, 36        | Points Rebonds Passes d. Évaluation | Dugalić, 20 Trois joueuses, 4 Katanić, 5 Dugalić, 19 |  | PalaDozza (en) Bologne Affluence : 1 543 Arbitres : Paulo Marques Carsten Straube Sandra Sánchez González |

| 21 juin 2025 21 h | Rapport | Italie                                                     | 65–51                               | Lituanie                                             |  | PalaDozza (en) Bologne Affluence : 3 893 Arbitres : Martin Horozov Viola Györgyi Michał Proc |
| 21 juin 2025 21 h | Rapport | Score par quart-temps : 18-14, 16-9, 12-19, 19-9           |                                     |                                                      |  | PalaDozza (en) Bologne Affluence : 3 893 Arbitres : Martin Horozov Viola Györgyi Michał Proc |
| 21 juin 2025 21 h | Rapport | Score par mi-temps : 34-23, 31-28                          |                                     |                                                      |  | PalaDozza (en) Bologne Affluence : 3 893 Arbitres : Martin Horozov Viola Györgyi Michał Proc |
| 21 juin 2025 21 h | Rapport | Zandalasini, 22 Zandalasini, 8 Santucci, 4 Zandalasini, 21 | Points Rebonds Passes d. Évaluation | Jocytė, 15 Miškinienė, 12 Juškaitė, 4 Miškinienė, 19 |  | PalaDozza (en) Bologne Affluence : 3 893 Arbitres : Martin Horozov Viola Györgyi Michał Proc |

### Groupe C
Les matchs du groupe C ont lieu à la Salle des sports Vodova (en) à Brno.
| Rang | Équipe     | Pts | J | G | P | Pp  | Pc  | Diff |
| ---- | ---------- | --- | - | - | - | --- | --- | ---- |
| 1    | Belgique T | 6   | 3 | 3 | 0 | 240 | 165 | 75   |
| 2    | Tchéquie H | 5   | 3 | 2 | 1 | 222 | 168 | 54   |
| 3    | Portugal   | 4   | 3 | 1 | 2 | 167 | 203 | -36  |
| 4    | Monténégro | 3   | 3 | 0 | 3 | 146 | 239 | -93  |

| 19 juin 2025 17 h 30 | Rapport | Tchéquie                                                            | 89–44                               | Monténégro                                          |  | Salle des sports Vodova (en) Brno Affluence : 2 267 Arbitres : Gatis Saliņš Silvia Marziali Gintaras Mačiulis |
| 19 juin 2025 17 h 30 | Rapport | Score par quart-temps : 24-13, 21-10, 21-10, 23-11                  |                                     |                                                     |  | Salle des sports Vodova (en) Brno Affluence : 2 267 Arbitres : Gatis Saliņš Silvia Marziali Gintaras Mačiulis |
| 19 juin 2025 17 h 30 | Rapport | Score par mi-temps : 45-23, 44-21                                   |                                     |                                                     |  | Salle des sports Vodova (en) Brno Affluence : 2 267 Arbitres : Gatis Saliņš Silvia Marziali Gintaras Mačiulis |
| 19 juin 2025 17 h 30 | Rapport | Reisingerová, 14 Čechová, 8 Zeithammerová, Voráčková, 5 Čechová, 20 | Points Rebonds Passes d. Évaluation | Kovačević, 8 Kovačević, 5 Kovačević, 3 Kovačević, 7 |  | Salle des sports Vodova (en) Brno Affluence : 2 267 Arbitres : Gatis Saliņš Silvia Marziali Gintaras Mačiulis |

| 19 juin 2025 20 h 15 | Rapport | Belgique                                               | 81–52                               | Portugal                                                                 |  | Salle des sports Vodova (en) Brno Affluence : 1 192 Arbitres : Geórgios Poursanídis Özlem Yalman Josip Jurčević |
| 19 juin 2025 20 h 15 | Rapport | Score par quart-temps : 15-14, 25-11, 26-11, 15-16     |                                     |                                                                          |  | Salle des sports Vodova (en) Brno Affluence : 1 192 Arbitres : Geórgios Poursanídis Özlem Yalman Josip Jurčević |
| 19 juin 2025 20 h 15 | Rapport | Score par mi-temps : 40-25, 41-27                      |                                     |                                                                          |  | Salle des sports Vodova (en) Brno Affluence : 1 192 Arbitres : Geórgios Poursanídis Özlem Yalman Josip Jurčević |
| 19 juin 2025 20 h 15 | Rapport | Meesseman, 19 Meesseman, 11 Meesseman, 6 Meesseman, 34 | Points Rebonds Passes d. Évaluation | Rodrigues, 13 Bettencourt, S. Da Silva, 6 Bettencourt, 4 S. Da Silva, 12 |  | Salle des sports Vodova (en) Brno Affluence : 1 192 Arbitres : Geórgios Poursanídis Özlem Yalman Josip Jurčević |

| 20 juin 2025 17 h 30 | Rapport | Portugal                                                            | 52–73                               | Tchéquie                                                 |  | Salle des sports Vodova (en) Brno Affluence : 2 556 Arbitres : Geórgios Poursanídis Valentin Oliot Gintaras Maciulis |
| 20 juin 2025 17 h 30 | Rapport | Score par quart-temps : 11-19, 8-21, 18-17, 15-16                   |                                     |                                                          |  | Salle des sports Vodova (en) Brno Affluence : 2 556 Arbitres : Geórgios Poursanídis Valentin Oliot Gintaras Maciulis |
| 20 juin 2025 17 h 30 | Rapport | Score par mi-temps : 19-40, 33-33                                   |                                     |                                                          |  | Salle des sports Vodova (en) Brno Affluence : 2 556 Arbitres : Geórgios Poursanídis Valentin Oliot Gintaras Maciulis |
| 20 juin 2025 17 h 30 | Rapport | S. Da Silva, 12 Soeiro, Da Costa, 6 Soeiro, Bettencourt, 4 Cruz, 12 | Points Rebonds Passes d. Évaluation | Reisingerová, 11 Pospisilova, 5 Voráčková, 7 Hamzová, 14 |  | Salle des sports Vodova (en) Brno Affluence : 2 556 Arbitres : Geórgios Poursanídis Valentin Oliot Gintaras Maciulis |

| 20 juin 2025 20 h 15 | Rapport | Monténégro                                                              | 53–87                               | Belgique                                        |  | Salle des sports Vodova (en) Brno Affluence : 1 286 Arbitres : Silvia Marziali Özlem Yalman Amal Dahra |
| 20 juin 2025 20 h 15 | Rapport | Score par quart-temps : 8-31, 24-17, 13-15, 8-24                        |                                     |                                                 |  | Salle des sports Vodova (en) Brno Affluence : 1 286 Arbitres : Silvia Marziali Özlem Yalman Amal Dahra |
| 20 juin 2025 20 h 15 | Rapport | Score par mi-temps : 32-48, 21-39                                       |                                     |                                                 |  | Salle des sports Vodova (en) Brno Affluence : 1 286 Arbitres : Silvia Marziali Özlem Yalman Amal Dahra |
| 20 juin 2025 20 h 15 | Rapport | Kovačević, 16 Quatre joueuses, 4 Trois joueuses, 3 Kovačević, Pašić, 15 | Points Rebonds Passes d. Évaluation | Linskens, 25 Linskens, 8 Vanloo, 7 Linskens, 31 |  | Salle des sports Vodova (en) Brno Affluence : 1 286 Arbitres : Silvia Marziali Özlem Yalman Amal Dahra |

| 22 juin 2025 17 h 30 | Rapport | Belgique                                            | 72–60                               | Tchéquie                                            |  | Salle des sports Vodova (en) Brno Affluence : 2 708 Arbitres : Georgios Poursanidis Özlem Yalman Gatis Saliņš |
| 22 juin 2025 17 h 30 | Rapport | Score par quart-temps : 17-17, 24-20, 17-9, 14-14   |                                     |                                                     |  | Salle des sports Vodova (en) Brno Affluence : 2 708 Arbitres : Georgios Poursanidis Özlem Yalman Gatis Saliņš |
| 22 juin 2025 17 h 30 | Rapport | Score par mi-temps : 41-37, 31-23                   |                                     |                                                     |  | Salle des sports Vodova (en) Brno Affluence : 2 708 Arbitres : Georgios Poursanidis Özlem Yalman Gatis Saliņš |
| 22 juin 2025 17 h 30 | Rapport | Meesseman, 20 Allemand, 9 Allemand, 7 Meesseman, 28 | Points Rebonds Passes d. Évaluation | Voráčková, 11 Hamzová, 6 Pospisilova, 5 Hamzová, 17 |  | Salle des sports Vodova (en) Brno Affluence : 2 708 Arbitres : Georgios Poursanidis Özlem Yalman Gatis Saliņš |

| 22 juin 2025 20 h 15 | Rapport | Monténégro                                                          | 49–63                               | Portugal                                                                    |  | Salle des sports Vodova (en) Brno Affluence : 1 056 Arbitres : Josip Jurčević Amal Dahra Valentin Oliot |
| 22 juin 2025 20 h 15 | Rapport | Score par quart-temps : 11-14, 13-16, 12-18, 13-15                  |                                     |                                                                             |  | Salle des sports Vodova (en) Brno Affluence : 1 056 Arbitres : Josip Jurčević Amal Dahra Valentin Oliot |
| 22 juin 2025 20 h 15 | Rapport | Score par mi-temps : 24-30, 25-33                                   |                                     |                                                                             |  | Salle des sports Vodova (en) Brno Affluence : 1 056 Arbitres : Josip Jurčević Amal Dahra Valentin Oliot |
| 22 juin 2025 20 h 15 | Rapport | Jovanović, 13 Jovanović, 6 Trois joueuses, 4 Bigović, Jovanović, 14 | Points Rebonds Passes d. Évaluation | Bettencourt, 15 S. Da Silva, 10 Rodrigues, Da Costa, 5 Filipe, Da Costa, 17 |  | Salle des sports Vodova (en) Brno Affluence : 1 056 Arbitres : Josip Jurčević Amal Dahra Valentin Oliot |

### Groupe D
Les matchs du groupe D ont lieu à l'Aréna Inselpark (de) à Hambourg.
| Rang | Équipe          | Pts | J | G | P | Pp  | Pc  | Diff |
| ---- | --------------- | --- | - | - | - | --- | --- | ---- |
| 1    | Espagne         | 6   | 3 | 3 | 0 | 242 | 205 | 37   |
| 2    | Allemagne H     | 5   | 3 | 2 | 1 | 229 | 222 | 7    |
| 3    | Suède           | 4   | 3 | 1 | 2 | 226 | 233 | -7   |
| 4    | Grande-Bretagne | 3   | 3 | 0 | 3 | 203 | 240 | -37  |

| 19 juin 2025 17 h 15 | Rapport | Grande-Bretagne                                    | 70–85                               | Espagne                                       |  | Aréna Inselpark (de) Hambourg Affluence : 3 087 Arbitres : Dariusz Zapolski Ivana Ivanović Blaž Zupančič |
| 19 juin 2025 17 h 15 | Rapport | Score par quart-temps : 13-18, 12-30, 24-20, 21-17 |                                     |                                               |  | Aréna Inselpark (de) Hambourg Affluence : 3 087 Arbitres : Dariusz Zapolski Ivana Ivanović Blaž Zupančič |
| 19 juin 2025 17 h 15 | Rapport | Score par mi-temps : 25-48, 45-37                  |                                     |                                               |  | Aréna Inselpark (de) Hambourg Affluence : 3 087 Arbitres : Dariusz Zapolski Ivana Ivanović Blaž Zupančič |
| 19 juin 2025 17 h 15 | Rapport | Ashby, 17 Fagbenle, 8 Winterburn, 6 Fagbenle, 19   | Points Rebonds Passes d. Évaluation | Martín, 14 Ortiz, 5 Ortiz, 7 Ortiz, Pueyo, 18 |  | Aréna Inselpark (de) Hambourg Affluence : 3 087 Arbitres : Dariusz Zapolski Ivana Ivanović Blaž Zupančič |

| 19 juin 2025 20 h | Rapport | Allemagne                                          | 89–76                               | Suède                                              |  | Aréna Inselpark (de) Hambourg Affluence : 3 414 Arbitres : Gvidas Gedvilas Andris Aunkrogers Çisil Güngör |
| 19 juin 2025 20 h | Rapport | Score par quart-temps : 27-16, 17-11, 14-22, 31-27 |                                     |                                                    |  | Aréna Inselpark (de) Hambourg Affluence : 3 414 Arbitres : Gvidas Gedvilas Andris Aunkrogers Çisil Güngör |
| 19 juin 2025 20 h | Rapport | Score par mi-temps : 44-27, 45-49                  |                                     |                                                    |  | Aréna Inselpark (de) Hambourg Affluence : 3 414 Arbitres : Gvidas Gedvilas Andris Aunkrogers Çisil Güngör |
| 19 juin 2025 20 h | Rapport | Geiselsöder, 20 Bühner, 10 Peterson, 6 Bühner, 23  | Points Rebonds Passes d. Évaluation | Eldebrink, 22 Wadling, 10 Lundquist, 5 Wadling, 20 |  | Aréna Inselpark (de) Hambourg Affluence : 3 414 Arbitres : Gvidas Gedvilas Andris Aunkrogers Çisil Güngör |

| 20 juin 2025 17 h 15 | Rapport | Suède                                                  | 75–66                               | Grande-Bretagne                                         |  | Aréna Inselpark (de) Hambourg Affluence : 3 164 Arbitres : Dariusz Zapolski Jelena Tomić Alexandre Deman |
| 20 juin 2025 17 h 15 | Rapport | Score par quart-temps : 15-22, 16-9, 26-16, 18-19      |                                     |                                                         |  | Aréna Inselpark (de) Hambourg Affluence : 3 164 Arbitres : Dariusz Zapolski Jelena Tomić Alexandre Deman |
| 20 juin 2025 17 h 15 | Rapport | Score par mi-temps : 31-31, 44-35                      |                                     |                                                         |  | Aréna Inselpark (de) Hambourg Affluence : 3 164 Arbitres : Dariusz Zapolski Jelena Tomić Alexandre Deman |
| 20 juin 2025 17 h 15 | Rapport | Lundquist, 20 Lundquist, 11 Lundquist, 6 Lundquist, 25 | Points Rebonds Passes d. Évaluation | Winterburn, 19 Winterburn, 9 Winterburn, 7 Fagbenle, 22 |  | Aréna Inselpark (de) Hambourg Affluence : 3 164 Arbitres : Dariusz Zapolski Jelena Tomić Alexandre Deman |

| 20 juin 2025 20 h | Rapport | Espagne                                             | 79–60                               | Allemagne                                              |  | Aréna Inselpark (de) Hambourg Affluence : 3 414 Arbitres : Andris Aunkrogers Gvidas Gedvilas Çisil Güngör |
| 20 juin 2025 20 h | Rapport | Score par quart-temps : 19-16, 17-14, 18-13, 25-17  |                                     |                                                        |  | Aréna Inselpark (de) Hambourg Affluence : 3 414 Arbitres : Andris Aunkrogers Gvidas Gedvilas Çisil Güngör |
| 20 juin 2025 20 h | Rapport | Score par mi-temps : 36-30, 43-30                   |                                     |                                                        |  | Aréna Inselpark (de) Hambourg Affluence : 3 414 Arbitres : Andris Aunkrogers Gvidas Gedvilas Çisil Güngör |
| 20 juin 2025 20 h | Rapport | Carrera, 20 Torrens, Araújo, 7 Ortiz, 8 Carrera, 19 | Points Rebonds Passes d. Évaluation | Geiselsöder, 16 Fiebich, 9 Peterson, 8 Geiselsöder, 18 |  | Aréna Inselpark (de) Hambourg Affluence : 3 414 Arbitres : Andris Aunkrogers Gvidas Gedvilas Çisil Güngör |

| 22 juin 2025 15 h 15 | Rapport | Suède                                                                    | 75–78                               | Espagne                                        | ap | Aréna Inselpark (de) Hambourg Affluence : 3223 Arbitres : Dariusz Zapolski Alexandre Deman Çisil Güngör |
| 22 juin 2025 15 h 15 | Rapport | Score par quart-temps : 16-16, 7-15, 19-19, 22-14 ; prolongation : 11-14 |                                     |                                                | ap | Aréna Inselpark (de) Hambourg Affluence : 3223 Arbitres : Dariusz Zapolski Alexandre Deman Çisil Güngör |
| 22 juin 2025 15 h 15 | Rapport | Score par mi-temps : 23-31, 52-47                                        |                                     |                                                | ap | Aréna Inselpark (de) Hambourg Affluence : 3223 Arbitres : Dariusz Zapolski Alexandre Deman Çisil Güngör |
| 22 juin 2025 15 h 15 | Rapport | Lundquist, 21 Lundquist, 9 Lundquist, 8 Lundquist, 20                    | Points Rebonds Passes d. Évaluation | Torrens, 20 Ortiz, 6 Buenavida, Fam, 3 Fam, 17 | ap | Aréna Inselpark (de) Hambourg Affluence : 3223 Arbitres : Dariusz Zapolski Alexandre Deman Çisil Güngör |

| 22 juin 2025 18 h | Rapport | Grande-Bretagne                                                               | 67–80                               | Allemagne                                    |  | Aréna Inselpark (de) Hambourg Affluence : 3414 Arbitres : Andris Aunkrogers Gvidas Gedvilas Blaž Zupančič |
| 22 juin 2025 18 h | Rapport | Score par quart-temps : 8-26, 24-22, 20-15, 15-17                             |                                     |                                              |  | Aréna Inselpark (de) Hambourg Affluence : 3414 Arbitres : Andris Aunkrogers Gvidas Gedvilas Blaž Zupančič |
| 22 juin 2025 18 h | Rapport | Score par mi-temps : 32-48, 35-32                                             |                                     |                                              |  | Aréna Inselpark (de) Hambourg Affluence : 3414 Arbitres : Andris Aunkrogers Gvidas Gedvilas Blaž Zupančič |
| 22 juin 2025 18 h | Rapport | Winterburn, 18 Henderson, Wilkinson, 9 Winterburn, Henderson, 7 Wilkinson, 25 | Points Rebonds Passes d. Évaluation | Bühner, 17 Bühner, 7 Peterson, 8 Fiebich, 21 |  | Aréna Inselpark (de) Hambourg Affluence : 3414 Arbitres : Andris Aunkrogers Gvidas Gedvilas Blaž Zupančič |

## Phase de classement
La phase de classement a lieu au Stade de la Paix et de l'Amitié au Pirée.

### Tableau de classement
|  | Demi-finales pour la 5e place | Demi-finales pour la 5e place | Demi-finales pour la 5e place | Demi-finales pour la 5e place |                        |          | Match pour la 5e place | Match pour la 5e place | Match pour la 5e place | Match pour la 5e place |
|  |                               |                               |                               |                               |                        |          |                        |                        |                        |                        |
|  | 27 juin 2025 au Pirée         | 27 juin 2025 au Pirée         | 27 juin 2025 au Pirée         | 27 juin 2025 au Pirée         |                        |          | 29 juin 2025 au Pirée  | 29 juin 2025 au Pirée  | 29 juin 2025 au Pirée  | 29 juin 2025 au Pirée  |
|  | B2                            | Lituanie                      | 76                            | 76                            |                        |          | 29 juin 2025 au Pirée  | 29 juin 2025 au Pirée  | 29 juin 2025 au Pirée  | 29 juin 2025 au Pirée  |
|  | B2                            | Lituanie                      | 76                            | 76                            |                        |          | 29 juin 2025 au Pirée  | 29 juin 2025 au Pirée  | 29 juin 2025 au Pirée  | 29 juin 2025 au Pirée  |
|  | C2                            | Tchéquie                      | 81                            | 81                            |                        |          | 29 juin 2025 au Pirée  | 29 juin 2025 au Pirée  | 29 juin 2025 au Pirée  | 29 juin 2025 au Pirée  |
|  | C2                            | Tchéquie                      | 81                            | 81                            | C2                     | Tchéquie | 70                     | 70                     |                        |                        |
|  | 27 juin 2025 au Pirée         |                               |                               |                               | C2                     | Tchéquie | 70                     | 70                     |                        |                        |
|  |                               |                               | D2                            | Allemagne                     | 81                     | 81       |                        |                        |                        |                        |
|  | A2                            | Turquie                       | D2                            | Allemagne                     | 81                     | 81       | 73                     | 73                     |                        |                        |
|  | A2                            | Turquie                       |                               |                               |                        |          |                        | 73                     |                        |                        |
|  | D2                            | Allemagne                     | 93                            | 93                            |                        |          |                        |                        |                        |                        |
|  | D2                            | Allemagne                     | 93                            | 93                            | Match pour la 7e place |          |                        |                        |                        |                        |
|  |                               |                               |                               |                               |                        |          |                        |                        |                        |                        |
|  | 29 juin 2025 au Pirée         |                               |                               |                               |                        |          |                        |                        |                        |                        |
|  | B2                            | Lituanie                      | 87                            | 87                            |                        |          |                        |                        |                        |                        |
|  | B2                            | Lituanie                      | 87                            | 87                            |                        |          |                        |                        |                        |                        |
|  | A2                            | Turquie                       | 99                            | 99                            |                        |          |                        |                        |                        |                        |
|  | A2                            | Turquie                       | 99                            | 99                            |                        |          |                        |                        |                        |                        |

### Demi-finales pour la5eplace
| 27 juin 2025 11 h 45 | Rapport | Lituanie                                                              | 76–81                               | Tchéquie                                                  |  | Stade de la Paix et de l'Amitié Le Pirée Affluence : 246 Arbitres : Ariadna Chueca Paulo Marques Josip Jurčević |
| 27 juin 2025 11 h 45 | Rapport | Score par quart-temps : 17–19, 17–23, 26–21, 16–18                    |                                     |                                                           |  | Stade de la Paix et de l'Amitié Le Pirée Affluence : 246 Arbitres : Ariadna Chueca Paulo Marques Josip Jurčević |
| 27 juin 2025 11 h 45 | Rapport | Score par mi-temps : 34–42, 42–39                                     |                                     |                                                           |  | Stade de la Paix et de l'Amitié Le Pirée Affluence : 246 Arbitres : Ariadna Chueca Paulo Marques Josip Jurčević |
| 27 juin 2025 11 h 45 | Rapport | Šventoraitė, 21 Juškaitė, 14 Šventoraitė, 6 Juškaitė, Šventoraitė, 24 | Points Rebonds Passes d. Évaluation | Pospíšilová, 15 Čechová, 9 Pospíšilová, 5 Pospíšilová, 21 |  | Stade de la Paix et de l'Amitié Le Pirée Affluence : 246 Arbitres : Ariadna Chueca Paulo Marques Josip Jurčević |

| 27 juin 2025 14 h 30 | Rapport | Turquie                                                  | 73–93                               | Allemagne                                  |  | Stade de la Paix et de l'Amitié Le Pirée Arbitres : Andris Aunkrogers Paulina Gajdosz Dariusz Zapolski |
| 27 juin 2025 14 h 30 | Rapport | Score par quart-temps : 15–23, 13–27, 24–23, 21–20       |                                     |                                            |  | Stade de la Paix et de l'Amitié Le Pirée Arbitres : Andris Aunkrogers Paulina Gajdosz Dariusz Zapolski |
| 27 juin 2025 14 h 30 | Rapport | Score par mi-temps : 28–50, 45–43                        |                                     |                                            |  | Stade de la Paix et de l'Amitié Le Pirée Arbitres : Andris Aunkrogers Paulina Gajdosz Dariusz Zapolski |
| 27 juin 2025 14 h 30 | Rapport | Şenyürek, 15 Şenyürek, 10 Uzun, Şenyürek, 4 Şenyürek, 25 | Points Rebonds Passes d. Évaluation | Bühner, 19 Fiebich, 8 Bühner, 7 Bühner, 24 |  | Stade de la Paix et de l'Amitié Le Pirée Arbitres : Andris Aunkrogers Paulina Gajdosz Dariusz Zapolski |

### Match pour la7eplace
| 29 juin 2025 11 h 45 | Rapport | Lituanie                                                  | 87–99                               | Turquie                                               |  | Stade de la Paix et de l'Amitié Le Pirée Affluence : 238 Arbitres : Martin Horozov Paulo Marques Dariusz Zapolski |
| 29 juin 2025 11 h 45 | Rapport | Score par quart-temps : 21–26, 25–26, 28–21, 13–26        |                                     |                                                       |  | Stade de la Paix et de l'Amitié Le Pirée Affluence : 238 Arbitres : Martin Horozov Paulo Marques Dariusz Zapolski |
| 29 juin 2025 11 h 45 | Rapport | Score par mi-temps : 46–52, 41–47                         |                                     |                                                       |  | Stade de la Paix et de l'Amitié Le Pirée Affluence : 238 Arbitres : Martin Horozov Paulo Marques Dariusz Zapolski |
| 29 juin 2025 11 h 45 | Rapport | Juškaitė, 26 Juškaitė, 8 Jocytė, 8 Jocytė, Miškinienė, 22 | Points Rebonds Passes d. Évaluation | Bilgiç, Uzun, 22 McCowan, 9 Uzun, 7 Uzun, McCowan, 29 |  | Stade de la Paix et de l'Amitié Le Pirée Affluence : 238 Arbitres : Martin Horozov Paulo Marques Dariusz Zapolski |

### Match pour la5eplace
| 29 juin 2025 14 h 30 | Rapport | Tchéquie                                                                                    | 70–81                               | Allemagne                                          |  | Stade de la Paix et de l'Amitié Le Pirée Affluence : 230 Arbitres : Viola Györgyi Çisil Güngör Amel Dahra |
| 29 juin 2025 14 h 30 | Rapport | Score par quart-temps : 15–13, 17–24, 23–23, 15–21                                          |                                     |                                                    |  | Stade de la Paix et de l'Amitié Le Pirée Affluence : 230 Arbitres : Viola Györgyi Çisil Güngör Amel Dahra |
| 29 juin 2025 14 h 30 | Rapport | Score par mi-temps : 32–37, 38–44                                                           |                                     |                                                    |  | Stade de la Paix et de l'Amitié Le Pirée Affluence : 230 Arbitres : Viola Györgyi Çisil Güngör Amel Dahra |
| 29 juin 2025 14 h 30 | Rapport | Reisingerová, Voráčková, 14 Hamzová, Reisingerová, 6 Holešínská, Voráčková, 4 Voráčková, 18 | Points Rebonds Passes d. Évaluation | Fiebich, 20 Bessoir, 10 Geiselsöder, 8 Fiebich, 23 |  | Stade de la Paix et de l'Amitié Le Pirée Affluence : 230 Arbitres : Viola Györgyi Çisil Güngör Amel Dahra |

## Phase à élimination directe
La phase a élimination directe a lieu au Stade de la Paix et de l'Amitié au Pirée.

### Tableau final
|  | Quarts de finale      | Quarts de finale      | Quarts de finale      | Quarts de finale      |    |         | Demi-finales          | Demi-finales          | Demi-finales                  | Demi-finales                  |                               |                               | Finale                | Finale                | Finale                | Finale                |
|  |                       |                       |                       |                       |    |         |                       |                       |                               |                               |                               |                               |                       |                       |                       |                       |
|  | 24 juin 2025 au Pirée | 24 juin 2025 au Pirée | 24 juin 2025 au Pirée | 24 juin 2025 au Pirée |    |         | 27 juin 2025 au Pirée | 27 juin 2025 au Pirée | 27 juin 2025 au Pirée         | 27 juin 2025 au Pirée         |                               |                               | 29 juin 2025 au Pirée | 29 juin 2025 au Pirée | 29 juin 2025 au Pirée | 29 juin 2025 au Pirée |
|  | 24 juin 2025 au Pirée | 24 juin 2025 au Pirée | 24 juin 2025 au Pirée | 24 juin 2025 au Pirée |    |         | 27 juin 2025 au Pirée | 27 juin 2025 au Pirée | 27 juin 2025 au Pirée         | 27 juin 2025 au Pirée         |                               |                               | 29 juin 2025 au Pirée | 29 juin 2025 au Pirée | 29 juin 2025 au Pirée | 29 juin 2025 au Pirée |
|  | A1                    | France                | 83                    | 83                    |    |         | 27 juin 2025 au Pirée | 27 juin 2025 au Pirée | 27 juin 2025 au Pirée         | 27 juin 2025 au Pirée         |                               |                               | 29 juin 2025 au Pirée | 29 juin 2025 au Pirée | 29 juin 2025 au Pirée | 29 juin 2025 au Pirée |
|  | A1                    | France                | 83                    | 83                    |    |         | 27 juin 2025 au Pirée | 27 juin 2025 au Pirée | 27 juin 2025 au Pirée         | 27 juin 2025 au Pirée         |                               |                               | 29 juin 2025 au Pirée | 29 juin 2025 au Pirée | 29 juin 2025 au Pirée | 29 juin 2025 au Pirée |
|  | B2                    | Lituanie              | 61                    | 61                    |    |         | 27 juin 2025 au Pirée | 27 juin 2025 au Pirée | 27 juin 2025 au Pirée         | 27 juin 2025 au Pirée         |                               |                               | 29 juin 2025 au Pirée | 29 juin 2025 au Pirée | 29 juin 2025 au Pirée | 29 juin 2025 au Pirée |
|  | B2                    | Lituanie              | 61                    | 61                    | A1 | France  | 64                    | 64                    |                               |                               |                               |                               | 29 juin 2025 au Pirée | 29 juin 2025 au Pirée | 29 juin 2025 au Pirée | 29 juin 2025 au Pirée |
|  | 25 juin 2025 au Pirée |                       |                       |                       | A1 | France  | 64                    | 64                    |                               |                               |                               |                               | 29 juin 2025 au Pirée | 29 juin 2025 au Pirée | 29 juin 2025 au Pirée | 29 juin 2025 au Pirée |
|  |                       |                       | D1                    | Espagne               | 65 | 65      |                       |                       |                               |                               |                               |                               | 29 juin 2025 au Pirée | 29 juin 2025 au Pirée | 29 juin 2025 au Pirée | 29 juin 2025 au Pirée |
|  | D1                    | Espagne               | D1                    | Espagne               | 65 | 65      | 88                    | 88                    |                               |                               |                               |                               | 29 juin 2025 au Pirée | 29 juin 2025 au Pirée | 29 juin 2025 au Pirée | 29 juin 2025 au Pirée |
|  | D1                    | Espagne               | 27 juin 2025 au Pirée |                       |    |         | 88                    | 88                    |                               |                               |                               |                               | 29 juin 2025 au Pirée | 29 juin 2025 au Pirée | 29 juin 2025 au Pirée | 29 juin 2025 au Pirée |
|  | C2                    | Tchéquie              | 81                    | 81                    |    |         |                       |                       |                               |                               |                               |                               | 29 juin 2025 au Pirée | 29 juin 2025 au Pirée | 29 juin 2025 au Pirée | 29 juin 2025 au Pirée |
|  | C2                    | Tchéquie              | 81                    | 81                    | D1 | Espagne | 65                    | 65                    |                               |                               |                               |                               |                       |                       |                       |                       |
|  | 24 juin 2025 au Pirée |                       |                       |                       | D1 | Espagne | 65                    | 65                    |                               |                               |                               |                               |                       |                       |                       |                       |
|  |                       |                       | C1                    | Belgique              | 67 | 67      |                       |                       |                               |                               |                               |                               |                       |                       |                       |                       |
|  | B1                    | Italie                | C1                    | Belgique              | 67 | 67      | 76                    | 76                    |                               |                               |                               |                               |                       |                       |                       |                       |
|  | B1                    | Italie                |                       |                       |    |         |                       |                       |                               |                               |                               |                               |                       |                       |                       |                       |
|  | A2                    | Turquie               | 74ap                  | 74ap                  |    |         |                       |                       |                               |                               |                               |                               |                       |                       |                       |                       |
|  | A2                    | Turquie               | 74ap                  | 74ap                  | B1 | Italie  | 64                    | 64                    | Match pour la troisième place | Match pour la troisième place | Match pour la troisième place | Match pour la troisième place |                       |                       |                       |                       |
|  | 25 juin 2025 au Pirée |                       |                       |                       | B1 | Italie  | 64                    | 64                    | Match pour la troisième place | Match pour la troisième place | Match pour la troisième place | Match pour la troisième place |                       |                       |                       |                       |
|  |                       |                       | C1                    | Belgique              | 66 | 66      |                       |                       | 29 juin 2025 au Pirée         | 29 juin 2025 au Pirée         | 29 juin 2025 au Pirée         | 29 juin 2025 au Pirée         |                       |                       |                       |                       |
|  | C1                    | Belgique              | C1                    | Belgique              | 66 | 66      | 83                    | 83                    | 29 juin 2025 au Pirée         | 29 juin 2025 au Pirée         | 29 juin 2025 au Pirée         | 29 juin 2025 au Pirée         |                       |                       |                       |                       |
|  | C1                    | Belgique              |                       |                       |    |         |                       | 83                    |                               |                               | A1                            | France                        | 54                    | 54                    |                       |                       |
|  | D2                    | Allemagne             | 59                    | 59                    |    |         |                       |                       |                               |                               | A1                            | France                        | 54                    | 54                    |                       |                       |
|  | D2                    | Allemagne             | 59                    | 59                    | B1 | Italie  | 69                    | 69                    |                               |                               |                               |                               |                       |                       |                       |                       |
|  |                       |                       |                       |                       |    |         |                       |                       |                               |                               |                               |                               |                       |                       |                       |                       |

### Quarts de finale
| 24 juin 2025 17 h 30 | Rapport | France                                             | 83–61                               | Lituanie                                                          |  | Stade de la Paix et de l'Amitié Le Pirée Affluence : 755 Arbitres : Geórgios Poursanídis Paulina Gajdosz Paulo Marques |
| 24 juin 2025 17 h 30 | Rapport | Score par quart-temps : 35-14, 21-17, 15-14, 12-16 |                                     |                                                                   |  | Stade de la Paix et de l'Amitié Le Pirée Affluence : 755 Arbitres : Geórgios Poursanídis Paulina Gajdosz Paulo Marques |
| 24 juin 2025 17 h 30 | Rapport | Score par mi-temps : 56-31, 27-30                  |                                     |                                                                   |  | Stade de la Paix et de l'Amitié Le Pirée Affluence : 755 Arbitres : Geórgios Poursanídis Paulina Gajdosz Paulo Marques |
| 24 juin 2025 17 h 30 | Rapport | Rupert, 15 Badiane, 7 Bernies, 7 Rupert, 20        | Points Rebonds Passes d. Évaluation | Juškaitė, 16 Juškaitė, 8 Donskichytė, 3 Juškaitė, Šventoraitė, 14 |  | Stade de la Paix et de l'Amitié Le Pirée Affluence : 755 Arbitres : Geórgios Poursanídis Paulina Gajdosz Paulo Marques |

| 24 juin 2025 20 h 30 | Rapport | Italie                                                                  | 76–74                               | Turquie                                      | ap | Stade de la Paix et de l'Amitié Le Pirée Affluence : 1 020 Arbitres : Ariadna Chueca Gvidas Gedvilas Gatis Saliņš |
| 24 juin 2025 20 h 30 | Rapport | Score par quart-temps : 20-17, 11-18, 19-15, 18-18 ; prolongation : 8-6 |                                     |                                              | ap | Stade de la Paix et de l'Amitié Le Pirée Affluence : 1 020 Arbitres : Ariadna Chueca Gvidas Gedvilas Gatis Saliņš |
| 24 juin 2025 20 h 30 | Rapport | Score par mi-temps : 31-35, 45-39                                       |                                     |                                              | ap | Stade de la Paix et de l'Amitié Le Pirée Affluence : 1 020 Arbitres : Ariadna Chueca Gvidas Gedvilas Gatis Saliņš |
| 24 juin 2025 20 h 30 | Rapport | Cubaj, 16 Cubaj, 7 Verona, 7 Cubaj, 22                                  | Points Rebonds Passes d. Évaluation | Uzun, 20 Şenyürek, 11 Uzun, Onar, 5 Uzun, 20 | ap | Stade de la Paix et de l'Amitié Le Pirée Affluence : 1 020 Arbitres : Ariadna Chueca Gvidas Gedvilas Gatis Saliņš |

| 25 juin 2025 17 h 30 | Rapport | Espagne                                                     | 88–81                               | Tchéquie                                               |  | Stade de la Paix et de l'Amitié Le Pirée Affluence : 733 Arbitres : Martin Horozov Silvia Marziali Péter Praksch |
| 25 juin 2025 17 h 30 | Rapport | Score par quart-temps : 12-18, 21-26, 28-22, 27-15          |                                     |                                                        |  | Stade de la Paix et de l'Amitié Le Pirée Affluence : 733 Arbitres : Martin Horozov Silvia Marziali Péter Praksch |
| 25 juin 2025 17 h 30 | Rapport | Score par mi-temps : 33-44, 55-37                           |                                     |                                                        |  | Stade de la Paix et de l'Amitié Le Pirée Affluence : 733 Arbitres : Martin Horozov Silvia Marziali Péter Praksch |
| 25 juin 2025 17 h 30 | Rapport | Carrera, 31 Torrens, Carrera, 8 Ortiz, Auyso, 5 Carrera, 37 | Points Rebonds Passes d. Évaluation | Holešínská, 23 Čechová, 8 Holešínská, 6 Holešínská, 23 |  | Stade de la Paix et de l'Amitié Le Pirée Affluence : 733 Arbitres : Martin Horozov Silvia Marziali Péter Praksch |

| 25 juin 2025 20 h 30 | Rapport | Belgique                                           | 83–59                               | Allemagne                                                  |  | Stade de la Paix et de l'Amitié Le Pirée Affluence : 1 230 Arbitres : Andris Aunkrogers Julio Anaya Viola Györgyi |
| 25 juin 2025 20 h 30 | Rapport | Score par quart-temps : 21-21, 20-15, 24-17, 18-6  |                                     |                                                            |  | Stade de la Paix et de l'Amitié Le Pirée Affluence : 1 230 Arbitres : Andris Aunkrogers Julio Anaya Viola Györgyi |
| 25 juin 2025 20 h 30 | Rapport | Score par mi-temps : 41-36, 42-23                  |                                     |                                                            |  | Stade de la Paix et de l'Amitié Le Pirée Affluence : 1 230 Arbitres : Andris Aunkrogers Julio Anaya Viola Györgyi |
| 25 juin 2025 20 h 30 | Rapport | Meesseman, 30 Linskens, 10 Vanloo, 8 Meesseman, 39 | Points Rebonds Passes d. Évaluation | Geiselsoder, 13 Geiselsoder, 6 Peterson, 5 Geiselsoder, 14 |  | Stade de la Paix et de l'Amitié Le Pirée Affluence : 1 230 Arbitres : Andris Aunkrogers Julio Anaya Viola Györgyi |

### Demi-finales
| 27 juin 2025 17 h 30 | Rapport | France                                            | 64–65                               | Espagne                           |  | Stade de la Paix et de l'Amitié Le Pirée Affluence : 2 495 Arbitres : Gatis Saliņš Julio Anaya Martin Horozov |
| 27 juin 2025 17 h 30 | Rapport | Score par quart-temps : 18–18, 20–13, 8–18, 18–16 |                                     |                                   |  | Stade de la Paix et de l'Amitié Le Pirée Affluence : 2 495 Arbitres : Gatis Saliņš Julio Anaya Martin Horozov |
| 27 juin 2025 17 h 30 | Rapport | Score par mi-temps : 38–31, 26–34                 |                                     |                                   |  | Stade de la Paix et de l'Amitié Le Pirée Affluence : 2 495 Arbitres : Gatis Saliņš Julio Anaya Martin Horozov |
| 27 juin 2025 17 h 30 | Rapport | Ayayi, 19 Salaün, 5 Bernies, 7 Ayayi, 18          | Points Rebonds Passes d. Évaluation | Fam, 21 Fam, 9 Torrens, 7 Fam, 31 |  | Stade de la Paix et de l'Amitié Le Pirée Affluence : 2 495 Arbitres : Gatis Saliņš Julio Anaya Martin Horozov |

| 27 juin 2025 20 h 30 | Rapport | Italie                                            | 64–66                               | Belgique                                            |  | Stade de la Paix et de l'Amitié Le Pirée Affluence : 4 121 Arbitres : Geórgios Poursanídis Péter Praksch Çisil Güngör |
| 27 juin 2025 20 h 30 | Rapport | Score par quart-temps : 20–17, 13–23, 10–17, 21–9 |                                     |                                                     |  | Stade de la Paix et de l'Amitié Le Pirée Affluence : 4 121 Arbitres : Geórgios Poursanídis Péter Praksch Çisil Güngör |
| 27 juin 2025 20 h 30 | Rapport | Score par mi-temps : 33–40, 31–26                 |                                     |                                                     |  | Stade de la Paix et de l'Amitié Le Pirée Affluence : 4 121 Arbitres : Geórgios Poursanídis Péter Praksch Çisil Güngör |
| 27 juin 2025 20 h 30 | Rapport | Cubaj, 13 Cubaj, 10 Zandalasini, 4 Cubaj, 21      | Points Rebonds Passes d. Évaluation | Meesseman, 15 Meesseman, 12 Vanloo, 8 Meesseman, 20 |  | Stade de la Paix et de l'Amitié Le Pirée Affluence : 4 121 Arbitres : Geórgios Poursanídis Péter Praksch Çisil Güngör |

### Match pour la3eplace
| 29 juin 2025 17 h 30 | Rapport | France                                           | 54–69                               | Italie                                                     |  | Stade de la Paix et de l'Amitié Le Pirée Affluence : 3 123 Arbitres : Ariadna Chueca Julio Anaya Gvidas Gedvilas |
| 29 juin 2025 17 h 30 | Rapport | Score par quart-temps : 22–23, 14–19, 9–11, 9–16 |                                     |                                                            |  | Stade de la Paix et de l'Amitié Le Pirée Affluence : 3 123 Arbitres : Ariadna Chueca Julio Anaya Gvidas Gedvilas |
| 29 juin 2025 17 h 30 | Rapport | Score par mi-temps : 36–42, 18–27                |                                     |                                                            |  | Stade de la Paix et de l'Amitié Le Pirée Affluence : 3 123 Arbitres : Ariadna Chueca Julio Anaya Gvidas Gedvilas |
| 29 juin 2025 17 h 30 | Rapport | Touré, 13 Ayayi, Badiane, 5 Bernies, 3 Ayayi, 9  | Points Rebonds Passes d. Évaluation | Zandalasini, 20 André, 6 Verona, 5 Verona, Zandalasini, 20 |  | Stade de la Paix et de l'Amitié Le Pirée Affluence : 3 123 Arbitres : Ariadna Chueca Julio Anaya Gvidas Gedvilas |

### Finale
| 29 juin 2025 20 h 30 | Rapport | Espagne                                                             | 65–67                               | Belgique                                                                 |  | Stade de la Paix et de l'Amitié Le Pirée Affluence : 7 827 Arbitres : Gatis Saliņš Paulina Gajdosz Péter Praksch |
| 29 juin 2025 20 h 30 | Rapport | Score par quart-temps : 19–18, 18–13, 15–18, 13–18                  |                                     |                                                                          |  | Stade de la Paix et de l'Amitié Le Pirée Affluence : 7 827 Arbitres : Gatis Saliņš Paulina Gajdosz Péter Praksch |
| 29 juin 2025 20 h 30 | Rapport | Score par mi-temps : 37–31, 28–36                                   |                                     |                                                                          |  | Stade de la Paix et de l'Amitié Le Pirée Affluence : 7 827 Arbitres : Gatis Saliņš Paulina Gajdosz Péter Praksch |
| 29 juin 2025 20 h 30 | Rapport | 3 joueuses, 11 Torrens, 5 2 joueuses, 4 Pueyo, 12 +/– : Vilaró, +15 | Points Rebonds Passes d. Évaluation | Allemand, 19 Meesseman, 11 Meesseman, 7 Meesseman, 24 +/– : Delaere, +15 |  | Stade de la Paix et de l'Amitié Le Pirée Affluence : 7 827 Arbitres : Gatis Saliņš Paulina Gajdosz Péter Praksch |
| 29 juin 2025 20 h 30 | Rapport | Meilleure joueuse : Emma Meesseman                                  |                                     |                                                                          |  | Stade de la Paix et de l'Amitié Le Pirée Affluence : 7 827 Arbitres : Gatis Saliņš Paulina Gajdosz Péter Praksch |

## Statistiques et récompenses

### Meilleures moyennes individuelles par match
| Joueuse             | #    |
| ------------------- | ---- |
| Jessica Shepard     | 22,7 |
| Klara Lundquist     | 19,3 |
| Emma Meesseman      | 19,2 |
| Teaira McCowan      | 16,8 |
| Cecilia Zandalasini | 16,8 |

| Joueuse         | #    |
| --------------- | ---- |
| Jessica Shepard | 11,3 |
| Teaira McCowan  | 9,8  |
| Klara Lundquist | 9,7  |
| Emma Meesseman  | 9,2  |
| Laura Juškaitė  | 8,7  |

| Joueuse              | #   |
| -------------------- | --- |
| Klara Lundquist      | 7,3 |
| Holly Winterburn     | 6,7 |
| Eva Lisec            | 6,3 |
| Romane Bernies       | 5,8 |
| Teja Oblak           | 5,7 |
| Pinelopi Pavlopoulou | 5,7 |

| Joueuse           | #   |
| ----------------- | --- |
| Giedrė Labuckienė | 1,8 |
| Emma Meesseman    | 1,8 |
| Eva Lisec         | 1,7 |
| Lin Schwarz       | 1,3 |
| Temi Fagbenle     | 1,3 |
| Maja Bigović      | 1,3 |
| Fanny Wadling     | 1,3 |
| Luisa Geiselsöder | 1,3 |

| Joueuse             | #   |
| ------------------- | --- |
| Márcia da Costa     | 3,7 |
| Temi Fagbenle       | 2,7 |
| Eleanna Christinaki | 2,3 |
| Jovana Nogić        | 2,3 |
| Emma Meesseman      | 2,3 |

| Joueuse             | #    |
| ------------------- | ---- |
| Jessica Shepard     | 30.3 |
| Emma Meesseman      | 27.7 |
| Klara Lundquist     | 22.7 |
| Teaira McCowan      | 21   |
| Cecilia Zandalasini | 19.2 |

### Meilleures moyennes d’équipe par match
| Équipe    | #    |
| --------- | ---- |
| Turquie   | 81,5 |
| France    | 79,2 |
| Allemagne | 77,0 |
| Espagne   | 76,7 |
| Belgique  | 76,0 |

| Équipe   | #    |
| -------- | ---- |
| Belgique | 41,7 |
| Tchéquie | 40,2 |
| Turquie  | 40,0 |
| Lituanie | 40,0 |
| Portugal | 37,7 |

| Équipe    | #    |
| --------- | ---- |
| Belgique  | 22,3 |
| Slovénie  | 22,3 |
| France    | 21,8 |
| Allemagne | 21,5 |
| Tchéquie  | 21,5 |

| Équipe    | #   |
| --------- | --- |
| Espagne   | 4,7 |
| Lituanie  | 3,5 |
| Allemagne | 3,3 |
| Italie    | 2,8 |
| Belgique  | 2,8 |
| Tchéquie  | 2,8 |

| Équipe   | #    |
| -------- | ---- |
| Grèce    | 10,0 |
| Serbie   | 10,0 |
| Italie   | 9,7  |
| Portugal | 9,7  |
| France   | 9,2  |

| Équipe    | #    |
| --------- | ---- |
| Belgique  | 95,3 |
| France    | 92,5 |
| Turquie   | 92,3 |
| Espagne   | 91,7 |
| Allemagne | 88,8 |

### Récompenses
| Récompenses de la saison | Récompenses de la saison | Récompenses de la saison |
| Récompense               | Joueuse                  |                          |
| ------------------------ | ------------------------ | ------------------------ |
| Meilleure joueuse        | Emma Meesseman           |                          |
| Meilleure défenseuse     | Mariona Ortiz            |                          |
| Meilleure jeune          | Justė Jocytė             |                          |
| Meilleur entraîneur      | Andrea Capobianco        |                          |
| Meilleur cinq majeur     | Julie Allemand           |                          |
| Meilleur cinq majeur     | Cecilia Zandalasini      |                          |
| Meilleur cinq majeur     | Alba Torrens             |                          |
| Meilleur cinq majeur     | Raquel Carrera           |                          |
| Meilleur cinq majeur     | Emma Meesseman           |                          |
| Second cinq majeur       | Julie Vanloo             |                          |
| Second cinq majeur       | Sevgi Uzun               |                          |
| Second cinq majeur       | Valériane Ayayi          |                          |
| Second cinq majeur       | Luisa Geiselsöder        |                          |
| Second cinq majeur       | Kyara Linskens           |                          |

## Classement final
| Médaille d'or, Europe                    | Belgique T      | 6 | 6–0 |
| Médaille d'argent, Europe                | Espagne         | 6 | 5–1 |
| Médaille de bronze, Europe               | Italie H        | 6 | 5–1 |
| 4                                        | France          | 6 | 4–2 |
| Éliminés à l'issue des quarts de finale  |                 |   |     |
| 5                                        | Allemagne H     | 6 | 4–2 |
| 6                                        | Tchéquie H      | 6 | 3–3 |
| 7                                        | Turquie         | 6 | 3–3 |
| 8                                        | Lituanie        | 6 | 2–4 |
| Éliminés à l'issue de la phase de poules |                 |   |     |
| 9                                        | Slovénie        | 3 | 1–2 |
| 10                                       | Suède           | 3 | 1–2 |
| 11                                       | Grèce H         | 3 | 1–2 |
| 12                                       | Portugal        | 3 | 1–2 |
| 13                                       | Serbie          | 3 | 0–3 |
| 14                                       | Grande-Bretagne | 3 | 0–3 |
| 15                                       | Monténégro      | 3 | 0–3 |
| 16                                       | Suisse          | 3 | 0–3 |

|  | Nation qualifiée pour la Coupe du monde 2026                                         |
|  | Nations déjà qualifiées pour les tournois de qualification de la Coupe du monde 2026 |
|  | Nations qualifiées pour les tournois de qualification de la Coupe du monde 2026      |

| Champion d’Europe 2025 |
| · Belgique · 2e titre · |
| - 4 Élise Ramette - 5 Nastja Claessens - 6 Antonia Delaere - 11 Emma Meesseman - 13 Kyara Linskens - 22 Bethy Mununga - 25 Becky Massey - 27 Marie Vervaet - 31 Maxuella Lisowa-Mbaka - 35 Julie Vanloo - 55 Julie Allemand - 99 Ine Joris - Entraîneur : Mike Thibault - Assistant : Pascal Angills |